# Sexercize
«Sexercize» es una canción de la cantante australiana Kylie Minogue de su duodécimo álbum de estudio Kiss Me Once (2014). La canción fue escrita por Sia, Marcus Lomax, Jordan Johnson, Stefan Johnson, Clarence Coffee y Nella Tahrini mientras que la producción fue manejada por The Monsters & The Strangerz y Kelly Sheehan. Musicalmente, "Sexercize" es una canción en el género dubstep que incorpora influencias del urban-R&B y la música electrónica de baile. La producción de la canción se comparó con las canciones de la cantante barbadense Rihanna y del décimo álbum de estudio de Minogue, X (2007). El contenido lírico habla sobre las relaciones sexuales con una pareja masculina, en referencia a los actos de sexercising.
Después de haberse lanzado, "Sexercize" polarizó a los comentaristas musicales. Algunos críticos aplaudieron su verso rapeado y su producción, mientras que otros lo descartaron y criticaron el contenido de la letra y producción; algunos de ellos enlistaron la canción como la menos favorita de Kiss Me Once. Dos videoclips oficiales fueron promovidos para la canción; uno fue dirigido por Roman Coppola y Chandelier Creative, e inspirada en el cortometraje de 1965 Kustom Kar Kommandos, de Kenneth Anger; mientras que el segundo video fue dirigido por el fotógrafo Will Davidson. El segundo recibió comentarios favorables de los críticos, pero recibió el escrutinio de los comentaristas públicos. Una página web dedicada al  sexercize, conceptualizado por Chandelier Creative y construido por Black & Black Creative, también se lanzó conjuntamente.

## Historia
Tras la publicación de The Abbey Road Sessions (2012), Minogue dividió el camino con su mánager a largo plazo, Terry Blamey y firmó un nuevo contrato de gestión con la impresión Roc Nation del rapero Jay-Z. A raíz de este nuevo acuerdo, Minogue siguió trabajando en su duodécimo álbum de estudio a lo largo de 2013, con los nuevos informes, en febrero de 2013, que Minogue había estado trabajando con la cantante y compositora Sia.
La canción fue escrita por el coproductor ejecutivo Sia, Marcus Lomax, Jordan Johnson, Stefan Johnson, Clarence Coffee and Nella Tahrini mientras que la producción fue manejada por The Monsters & The Strangerz y Kelly Sheehan. La canción fue masterizado por Geoff Pesche y mezclado por Phil Tan y Daniela Rivera. Según Minogue, ella dijo: "De hecho, me sonrojé cuando oí el título y pensé, 'Oh, eso está mal'. Pero eso es el genio de Sia. Ella puede hecho que se enfríe y que sea caliente. Y es probable que pueda poner el pequeño guiño en ella, así que usted sabe que va a ser más afrutado de mala calidad. "Añadió que la canción era una de esas "canciones en lengua y mejillas."

## Composición

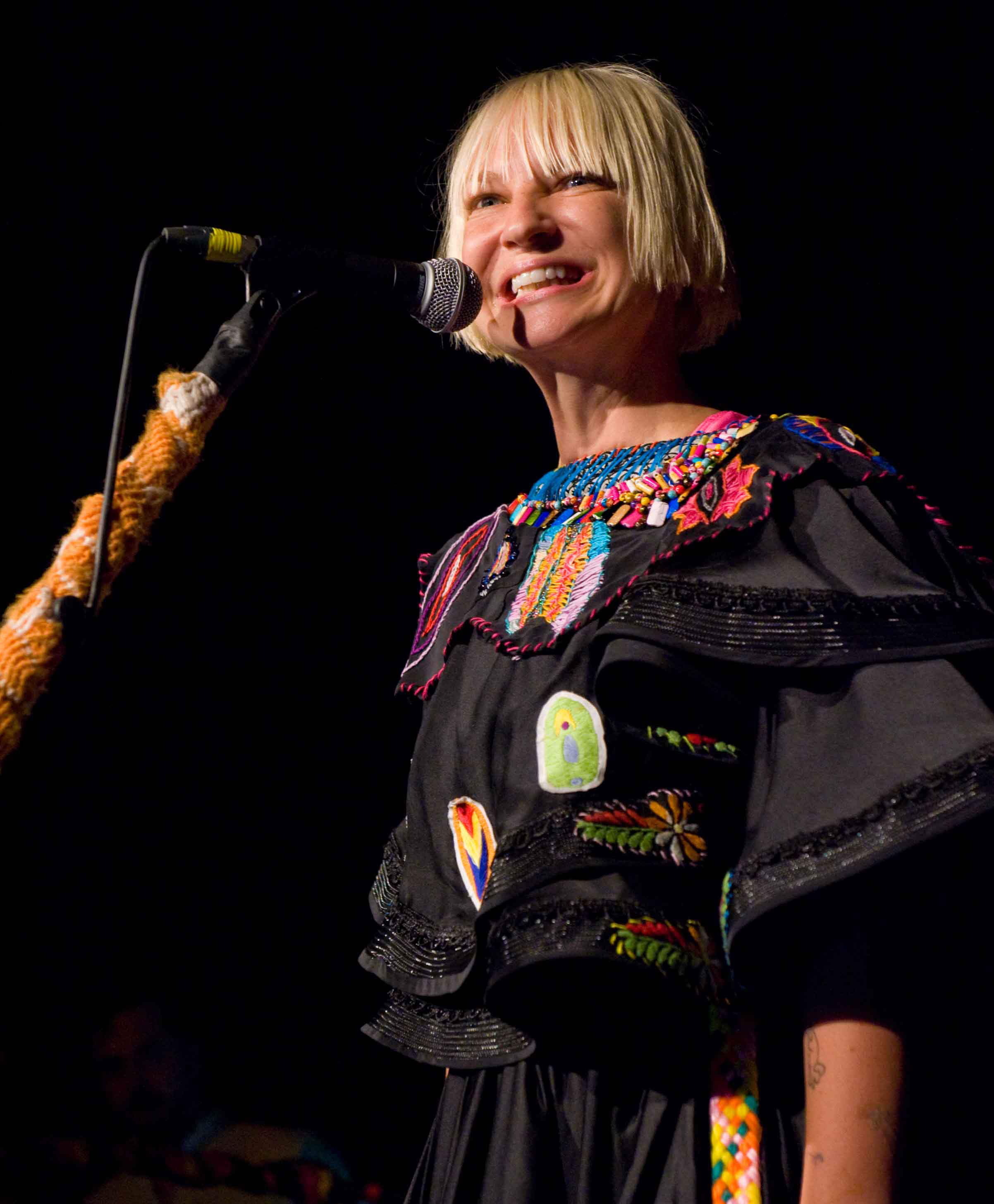
La cantante australiana Sia coescribió la letra de la canción.

Musicalmente, "Sexercize" es una canción de influencia Dubstep, que incorpora elementos de la música electrónica y R&B. Ryan Lathan de PopMatters dijo que, si bien como una respuesta negativa: "El tembloroso introducción electro-arpa resulta ser una de las proteasas más grande por venir acá de todo el álbum, dando la impresión de que algunos tórrida, tormenta traviesa se está gestando por delante ". Se enrolla enseguida. El coro es insignificante, la gauche 'Vamos a lo físico' dobles sentidos están los ojos en blanco poco atractivo, y la entrega de Minogue es demasiado elegante para entregar líneas gusta, 'Sentir la calentura... Déjame ver lo toma hacia abajo. Déjame ver lo llevas arriba. Déjame ver que rebote, rebote, rebote, rebote... estirarlo bebé..'" Kitty Empire de The Observer dijo que, líricamente, "Es tan obsceno, podría ser sólo una broma cocinado entre Kylie y Sia Furler (quien escribió la canción, y ejecutivo-produjo KMO). Letras como "sentir la calentura" sugieren una ETS, no el éxtasis. Andy Gill de The Independent cree que "Sexercize"  fue un intento de entrar en el mercado americano con el uso contemporáneo de dubstep.
Líricamente, la canción habla de una relación sexual con un compañero, básicamente hace referencia a la técnica sexercizing. Neil McCormick de The Telegraph dijo que "Sexercize", "Les Sex" y "Sexy Love" había atraído a los "mercados de jóvenes todavía obsesionados con rituales de citas." Alexis Petredis examinó que "Sexercize, que recibe en sí a una confusión tal tratando de encontrar las metáforas relacionadas con el deporte para el sexo que comienza subiendo con frases que expresan algo más que lo que usted sospecha que se supone que quiere decir. "Quiero ver a vencer todos sus mejores momentos", murmura Minogue: bueno, si está absolutamente seguro de que es lo que quieres, puedo probablemente en la "línea de llegada", por así decirlo, en unos 90 segundos planos "."

## Actuaciones en directo
En marzo de 2014, Minogue realizó "Sexercize" en el programa de televisión francés  Le Grand Journal  en París, Francia Minogue interpretó la canción en su Kiss Me Once Tour en la cuarta sección, "Kiss Lick", a raíz de una versión de "Need You Tonight".